# NGC 5628
إن جي سي 5628 (بالألمانية: NGC 5628) التي يرمز لها بالرمز NGC 5628، هي مجرة، في كوكبة العواء.

## الاكتشاف
اكتشفت في 6 مايو 1883، بواسطة إدوارد ستيفان.